# Sheharhoret
Sheharhoret ou Shecharchoret (« La Noiraude ») est une chanson traditionnelle juive. Elle trouve son origine dans une vieille chanson sépharade ladino, La Morenica ou La Morena ou Morenika, qui elle-même est issue d'une chanson espagnole du Moyen Âge.
De nombreux artistes ont inscrit cette chanson à leur répertoire : Ofra Haza, Avivit Caspi, Esther Ofarim, Timna Brauer, Mor Karbasi, Marina Maximilian Blumin en duo avec Boaz Mauda, Lauren Posner, Adolfo Osta, Avishai Cohen, le groupe de musique traditionnelle Shir, le Trio Morenica, le pianiste de jazz Anthony Coleman, Les Sœurs Pons...